# Boboyo
Boboyo est un village du Cameroun situé dans le département du Mayo-Kani et la Région de l'Extrême-Nord, à proximité de la frontière avec le Tchad. Il fait partie du canton du même nom et de la Commune de Kaélé et également chef-lieu du canton. Les villages environnants de Boboyo sont entre autres : Lara, Zaklang, Gadas; Gazao, Going, Makiebi, Pedam...

## Population
En 1970, la localité comptait 1 700 habitants, principalement Moundang. Lors du recensement de 2005, 1 171 personnes y ont été dénombrées.

## Tourisme

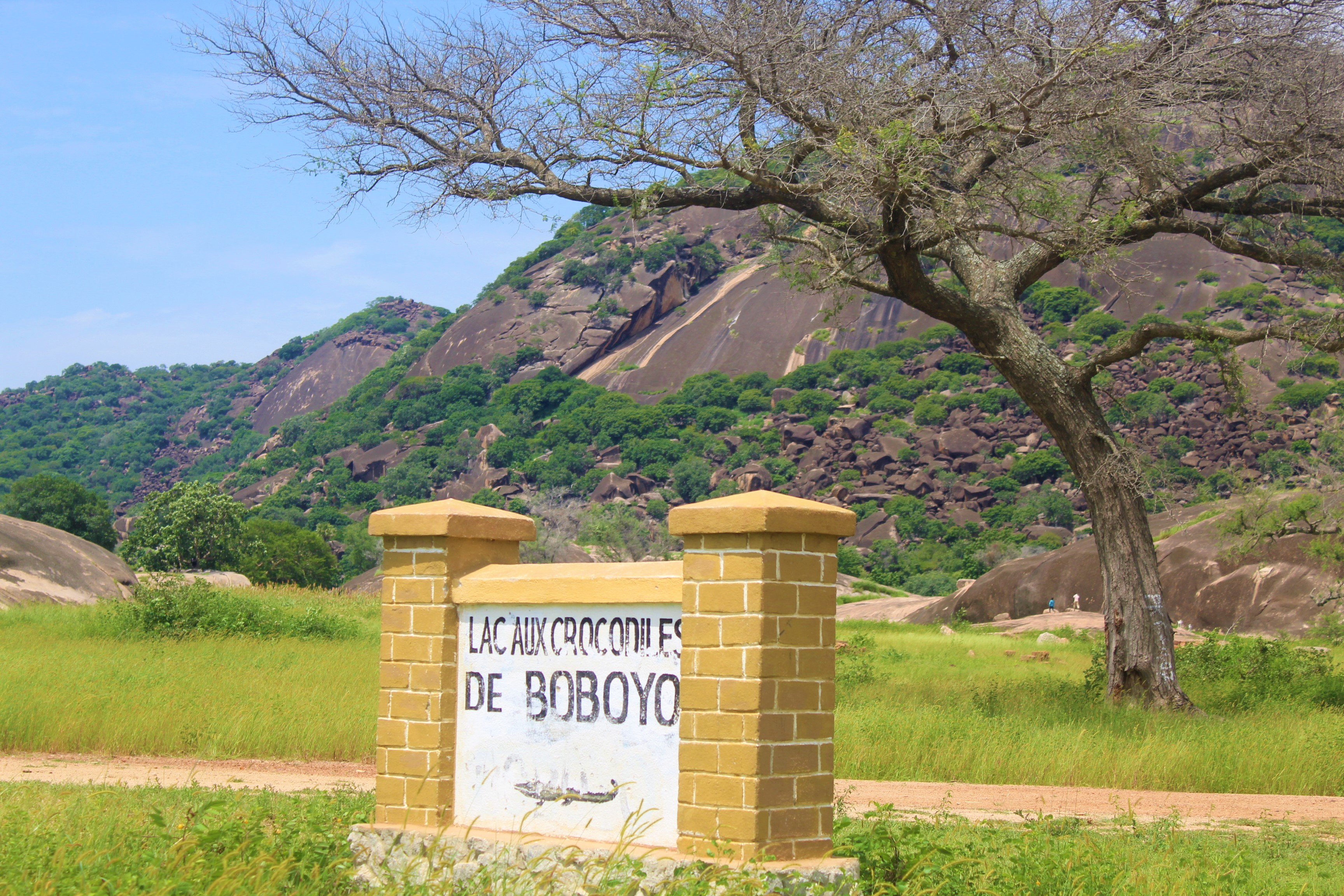
Entrée du lac aux crocodiles de Boboyo
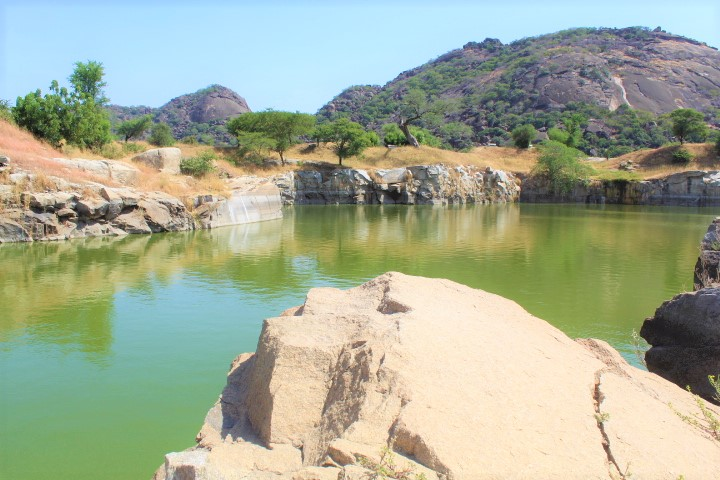
Le lac aux crocodiles de Boboyo
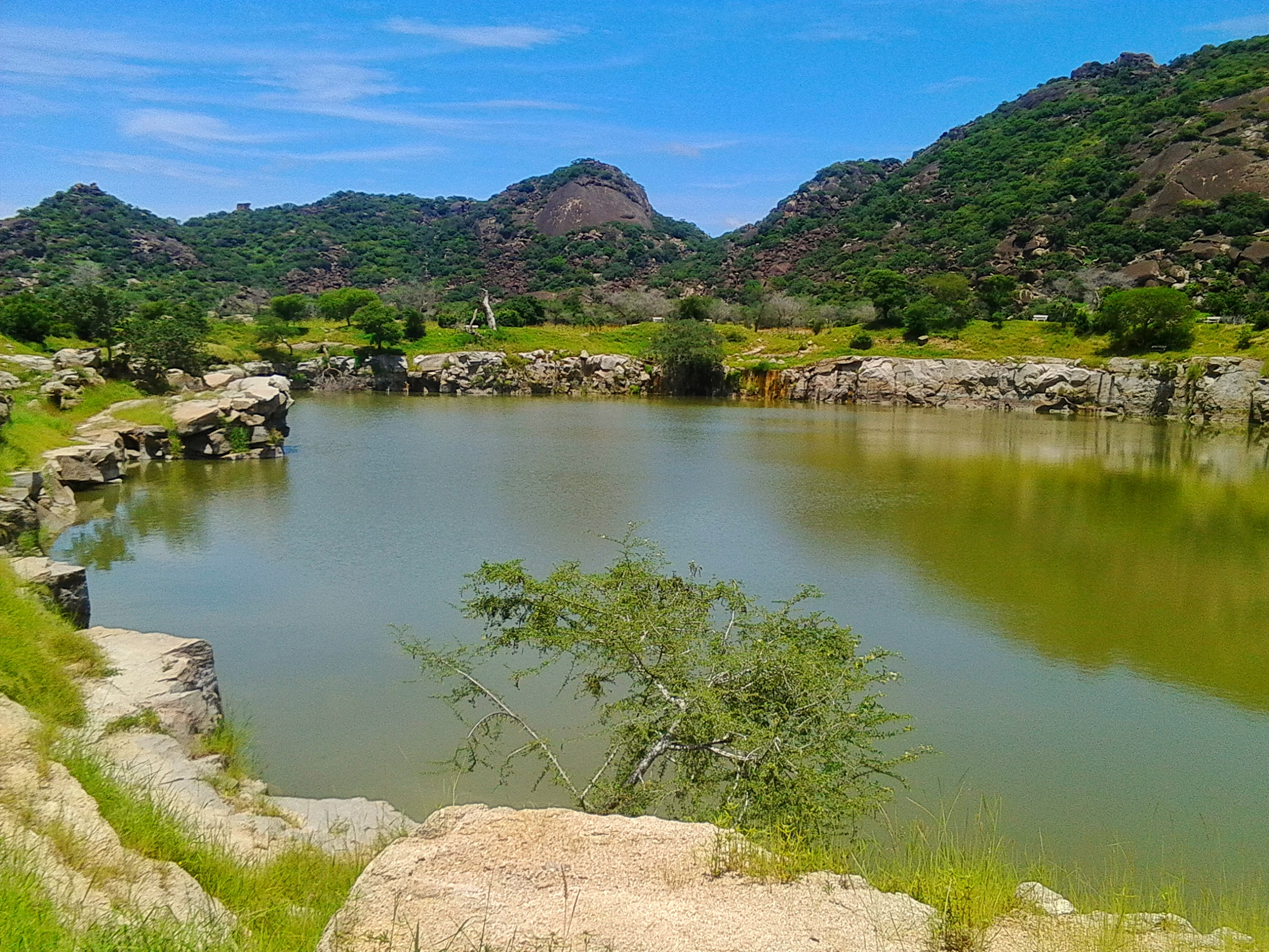
Lac aux crocodiles de Boboyo
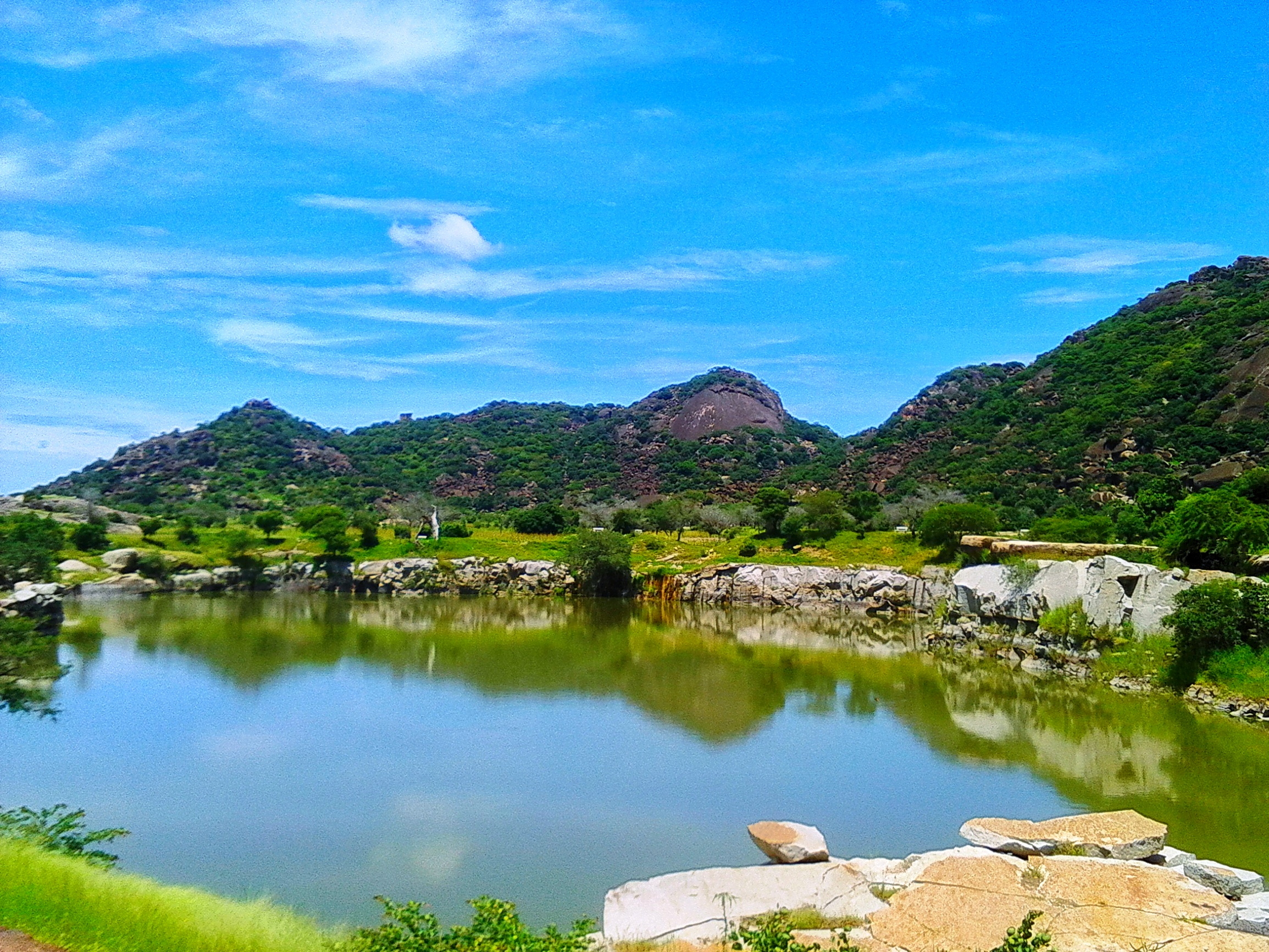
Lac aux crocodiles de Boboyo
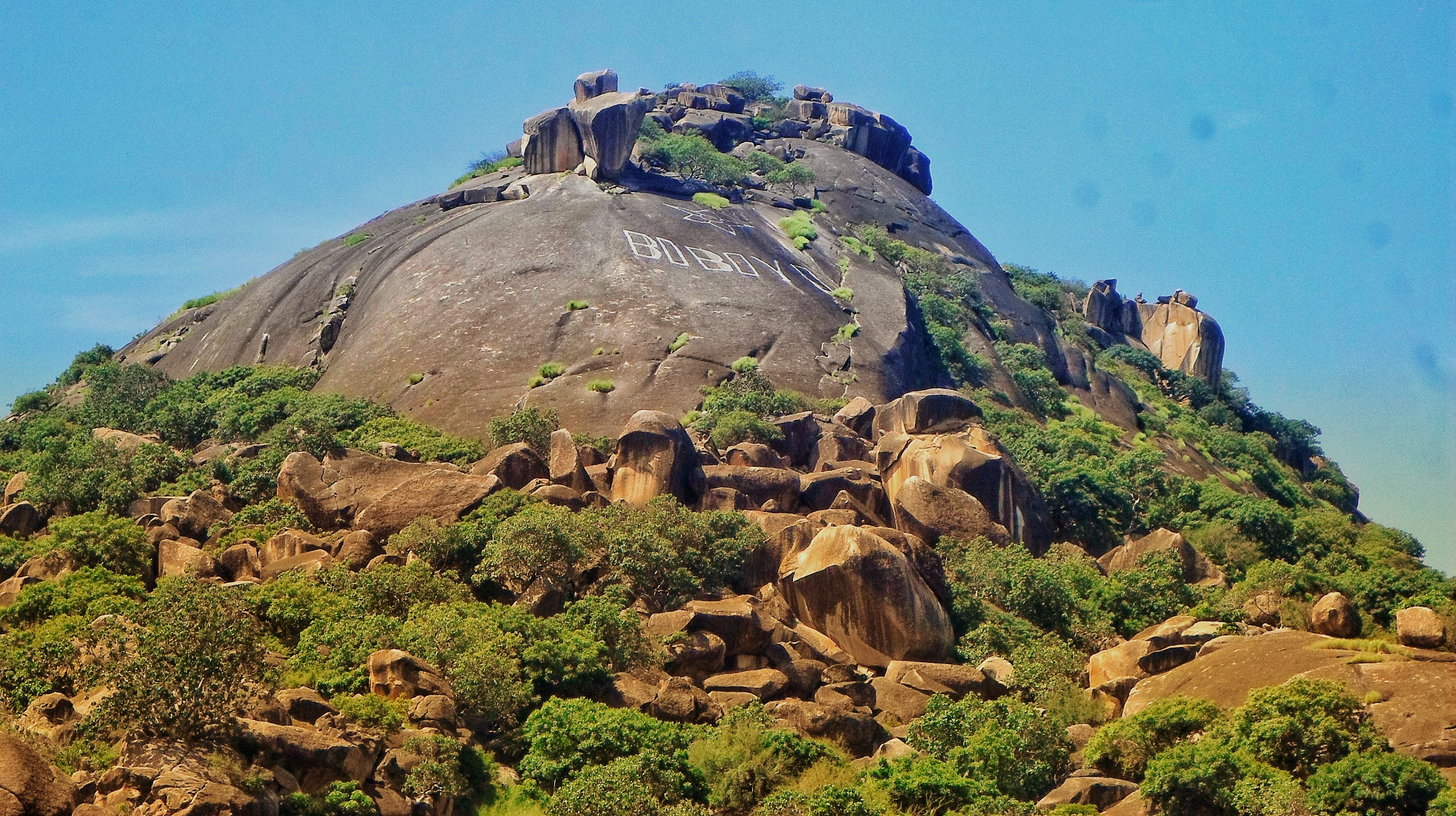
Mont Boboyo

## Infrastructures
Boboyo est doté d'un lycée public général qui accueille les élèves de la 6e à la Terminale.